# Desporto para pessoas com deficiência

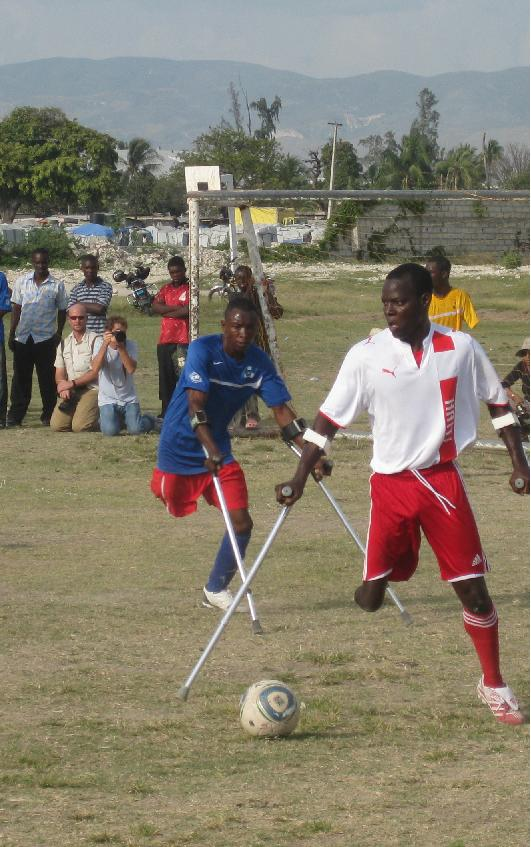
Futebol para amputados.

Considera-se Desporto para pessoas com deficiência(pt) ou Esporte para pessoas com deficiência(pt-BR) toda e qualquer atividade (d)esportiva adaptada, que tem como objetivo a inclusão de pessoas com necessidades especiais (deficiente mental, físico, auditivo, ou visual), em práticas esportivas.
Normalmente estes desportos, seguem as normas e regras das modalidades esportivas existentes, fazendo se pequenas, mas importantes, mudanças principalmente nos equipamentos e locais de competição.
Exemplo de desportos para pessoas com necessidades especiais incluem goalball, Basquetebol em cadeira de rodas, natação paraolímpica, futebol de cinco (para cegos), futsal para deficientes auditivos, futebol de sete para portadores de paralisia cerebral.